# Новиљо
Новиљо (итал. Noviglio) је насеље у Италији у округу Милано, региону Ломбардија.
Према процени из 2011. у насељу је живело 1751 становника. Насеље се налази на надморској висини од 104 м.

## Становништво
Према резултатима пописа становништва 2011. у општини је живело 4.237 становника.
| 1931. | 1936. | 1951. | 1961. | 1971. | 1981. | 1991. | 2001. | 2011. |
| ----- | ----- | ----- | ----- | ----- | ----- | ----- | ----- | ----- |
| 1.112 | 1.068 | 1.187 | 943   | 1.006 | 1.324 | 2.183 | 3.025 | 4.237 |